# Рональд К. Кесслер
Рональд К. Кесслер (народився 26 квітня 1947) — американський професор Гарвардської медичної школи. Його дослідження зосереджено на точному лікуванні психічних захворювань, щоб визначити відповідне втручання для конкретних пацієнтів. Він входить до числа найбільш цитованих дослідників у світі з h-індексом 340 станом на червень 2024 року.

## Інтернет-ресурси
- https://scholar.google.com/citations?user=EicYvbwAAAAJ
- Ronald C. Kessler at Harvard Medical School
- Interview with Ronald C. Kessler